# Vitgrynig nållav
Vitgrynig nållav (Chaenotheca subroscida) är en lavart som först beskrevs av Eitner, och fick sitt nu gällande namn av Alexander Zahlbruckner. Vitgrynig nållav ingår i släktet Chaenotheca och familjen Coniocybaceae.  Arten är reproducerande i Sverige. Inga underarter finns listade i Catalogue of Life.